# Ермаков, Юрий Александрович
Ю́рий Алекса́ндрович Ермако́в (род. 12 июля 1962, Иваново, РСФСР, СССР) — российский и советский футболист, тренер. Мастер спорта международного класса по футзалу. С июня 2017 года — Президент футбольного клуба «Текстильщик» (Иваново).

## Карьера

### Клубная
В первом своём сезоне за «Текстильщик» Юрий Ермаков ничем запомнится не сумел. Первые по-настоящему футбольные шаги он сделал в «Волжанине» под руководством Владимира Белкова. В главную команды области он попал только в 1987 году и сходу стал одним из её лидеров. Долгие годы Ермаков был капитаном «Текстильщика».

### В футзале
После многих лет успешного выступления за клуб, Ермаков решил сменить вид спорта и ушёл в футзал, где добился больших высот. В 1995 году, в составе команды «Полигран» из Москвы он стал победителем Кубка европейских чемпионов и обладателем Кубка Обладателей кубков (Кубок УЕФС). Кроме того, он становился чемпионом и обладателем кубка России. В составе сборной России Ермаков участвовал в чемпионате мира по футзалу и являлся её капитаном. На некоторое время Ермаков ушёл в большой футбол, где в скором времени завершил свою карьеру.

### Функционера
После завершении карьеры, Ермаков окончил Высшую школу тренеров по двум специальностям — как тренер и как спортивный менеджер. В 2001 году работал в коммерческих структурах. В 2003 году он был назначен генеральным директором «Текстильщика». В короткие сроки ему удалось превратить только что воссозданную команду из робкого новичка профессионального футбола в клуб Первого дивизиона. И это несмотря на не самое лучшее финансовое положение команды, которое даже после соединения со «Спартаком-Телекомом» оставалось скудным. Когда «Текстильщик-Телеком» играл в Первой лиге, Ермаков занимал пост спортивно-технического директора. Потом он переключился на тренерскую карьеру и только в середине 2009 года Ермаков вновь вернулся на должность генерального директора «Текстильщика».
С 26 января 2012 года является членом Общественного Совета города Иванова. Во втором созыве совета Ермаков возглавил комитет по делам молодежи, спорта и патриотическому воспитанию.
29 июня 2017 года на приеме у Губернатора Ивановской области Павла Конькова был назначен на пост Президента «Текстильщика».
Является членом совета Профессиональной футбольной лиги.

### Тренерская
С середины сезона 2007 года Юрий Ермаков начал помогать тренеру команды Анатолию Давыдову. После вылета клуба из Первого дивизиона, возглавил её. В том сезоне «Текстильщик» занял предпоследние 18 место, весь год испытывая финансовые проблемы. 

## Образование
В 1984 году Ермаков окончил Ивановский энергетический университет. В 2000 году — Высшую школу тренеров Российской государственной академии физической культуры. В 2010 году он получил диплом по специальности «Менеджмент организации» в Ивановском государственном энергетическом университете.

## Награды и звания
- Мастер спорта международного класса по футзалу
- Отличник физической культуры и спорта
- Почетные знаки Российского футбольного союза «За заслуги в развитии отечественного футбола и Профессиональной футбольной лиги», «За заслуги в развитии футбола».
- В июне 2015 года Ермаков был удостоен знака ПФЛ «За заслуги в развитии футбола».[7]